# Manuel Augusto Montes de Oca (médico)
Manuel Augusto Montes de Oca Rodríguez Palavecino (Buenos Aires, 15 de diciembre de 1831 - Buenos Aires, 2 de diciembre de 1882) fue un médico y político argentino.

## Biografía
Era hijo del doctor Juan José Montes de Oca y de Irene Rodríguez. Durante el gobierno de Juan Manuel de Rosas, Manuel Augusto siguió al exilio a sus padres, que se establecieron en la isla de Santa Catalina (Brasil), donde inició sus estudios.
Continuó su formación en Río de Janeiro (en esa época capital de Brasil) y ya de regreso en Buenos Aires los continuó en la Facultad de Medicina de la Universidad de Buenos Aires, de la que su padre Juan José fue designado vicepresidente. El 15 de diciembre de 1854 Juan José Montes de Oca asumió temporalmente la presidencia para poder entregar el título de doctor en medicina a sus hijos, Manuel Augusto y Leopoldo Montes de Oca.
Fue profesor titular de las cátedras de anatomía y clínica quirúrgica (esta última tras la jubilación de su padre) y decano de la Facultad de Medicina de dicha casa de estudios. Su actividad profesional estuvo ligada a la de su hermano y juntos asistieron a los enfermos durante las epidemias de cólera de 1867 y 1868 y de fiebre amarilla de 1871 que asolaron la ciudad.
Introdujo del método listeriano de antisepsia, fue jefe del hospital General de Hombres desde 1874 hasta 1882 y miembro de la Academia Nacional de Medicina desde 1857 hasta su fallecimiento.
En su carrera política fue diputado provincial, Diputado de la Nación Argentina y Ministro de Relaciones Exteriores de Nicolás Avellaneda. En su gestión en la Cancillería intentó acordar algunos límites con Chile.
Su sobrino, Manuel Augusto Montes de Oca fue Ministro de Relaciones Exteriores de José Figueroa Alcorta.
La Avenida Montes de Oca en el barrio de Barracas de la Ciudad de Buenos Aires (donde vivía), lleva su nombre.